# Jan Theuninck
Jan Theuninck (født 7. juni 1954 i Zonnebeke, Vestflandern) er en belgisk maler og digter.

## Links
- Holocaust
- Stalag XB
- 1. verdenskrig : digte Arkiveret 13. juli 2007 hos  Wayback Machine